# Richard Mique
Richard Mique (Nancy, 18 settembre 1728 – Parigi, 8 luglio 1794) è stato un architetto francese.

## Biografia
Richard Mique nacque a Nancy da Simon Mique, architetto e imprenditore di Lunéville, a suo volta figlio di Pierre Mique, un altro architetto. Seguendo il loro esempio, Richard divenne un architetto al servizio del duca Stanislao Leszczyński, ex-re di Polonia e padre di Maria Leszczyńska, moglie di Luigi XV. A seguito della morte di Héré de Corny, architetto di corte di Leszczyński, Mique partecipò come premier architecte nei grandi progetti di riordinamento e di abbellimento di Nancy, voluti dal duca di Lorena. Stanislao lo creò cavaliere dell'Ordine di San Michele e tentò invano di porre Mique come dipendente dei Bâtiments du Roi. Dopo la morte del suo mecenate nel febbraio del 1766, Mique fu chiamato nella Francia propriamente detta il seguente ottobre, su suggerimento del confessore polacco della regina Maria. La sua carriera ufficiale in Francia però fu inizialmente ostacolata dall'influenza di Ange-Jacques Gabriel, le premier architecte. I principali clienti di Mique era le dame di corte: per la regina Maria costruì un convento, situato nella città di Versailles, sulle terre ai margini del parco un tempo appartenuto al castello di Clagny di Madame de Montespan, del quale undici ettari di terreno furono consegnati ufficialmente alla regina dal marito Luigi XV. Alla morte di Maria, il progetto fu portato avanti e completato dalla figlia Adelaide.
Mique si guadagnò la fiducia della Delfina e del Delfino, che una volta divenuto re come Luigi XVI nel 1774, lo nominò intendant et contrôleur général des bâtiments du Roi. Succedette a Gabriel come premier architecte l'anno seguente e si occupò di tutti i lavori di abbellimento della reggia di Versailles sino alla Rivoluzione francese. Acquistò una signora nella Lorena, completando la sua trasformazione in architetto-cortigiano.

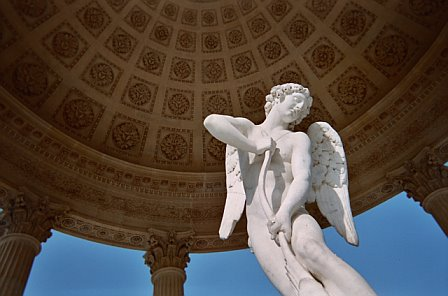
Interno del Tempietto dell'Amore

Divenuto l'architetto preferito della regina Maria Antonietta, portò a termine il Petit Trianon, un piccolo gioiello neoclassico, iniziato sotto il regno di Luigi XV per Madame de Pompadour. Tra il 1775 e il 1784 progettò e realizzò gli attuali giardini del Petit Trianon: le serre di Luigi XV furono sostituite da giardini all'inglese, secondo il gusto della sovrana: nel 1779 i giardini erano quasi completi e includevano sentieri tortuosi, laghetti ornamentali, cascate e statue; a completare quell'atmosfera tranquilla ci pensavano il Tempietto dell'Amore, costruito su un'isoletta piena di roseti e collegata al parco tramite due ponti rustici e il Belvedere, un padiglione ottagonale su una collinetta, sorvegliato da quattro coppie di sfingi. Mique realizzò inoltre il celebre Hameau de la Reine, un villaggio rustico costruito intorno ad un laghetto artificiale, situato a nord-est della tenuta.
Durante la Rivoluzione, fu arrestato insieme ad alcuni complici nel fallito tentativo di salvare Maria Antonietta, condannata alla ghigliottina. Portato di fronte al tribunale rivoluzionario, il 7 luglio 1794, dopo un sommario processo, fu condannato a morte insieme al figlio e fu decapitato il giorno seguente. Ciò avvenne appena tre settimane prima la caduta di Robespierre e la fine del Terrore.
Pierre de Nolhac, storico della reggia di Versailles, in Le Trianon de Marie-Antoinette (1914), definì Mique come «un artista colto, abile e degno di più gloria». Una strada nella città di Versailles commemora il suo nome.
Mique venne sepolto a Parigi nel Cimitero di Picpus.

## Opere
- 1762: Il suo primo lavoro noto è un chiosco nei giardini di Lunéville.
- 1763-64: Due porte per la città di Nancy; Porte Sainte-Catherine e Porte Stanislas, che già mostrano un gusto neoclassico.
- 1765: Progetti per la caserma di Sainte-Catherine a Nancy.
- 1767-72: Lavori per un convento di orsoline voluto da Maria Leszczyńska.
- 1775-84: Ristrutturazione del Petit Trianon e costruzione dei giardini e dell'Hameau per Maria Antonietta.
- 1775-85: Chiesa della carmelitane della Basilica di Saint-Denis, su commissione di Madame Luisa, zia di Luigi XVI.
- 1778-79: Teatro privato di Maria Antonietta al Petit Trianon.
- 1778-81: Belvedere ottagonale, Padiglione du Rocher e Tempietto dell'Amore nei giardini del Petit Trianon.
- 1780: Hôtel de l'Intendance, Versailles.
- 1780: Château de Bellevue, ristrutturazioni agli interni e al parco su commissione delle figlie di Luigi XV.
- 1782: Consolidamente della torre della cattedrale d'Orléans.
- 1785: Ristrutturazione del castello di Saint-Cloud per Maria Antonietta.
- 1785: Boudoir di Maria Antonietta al Petit Trianon.

## Galleria d'immagini

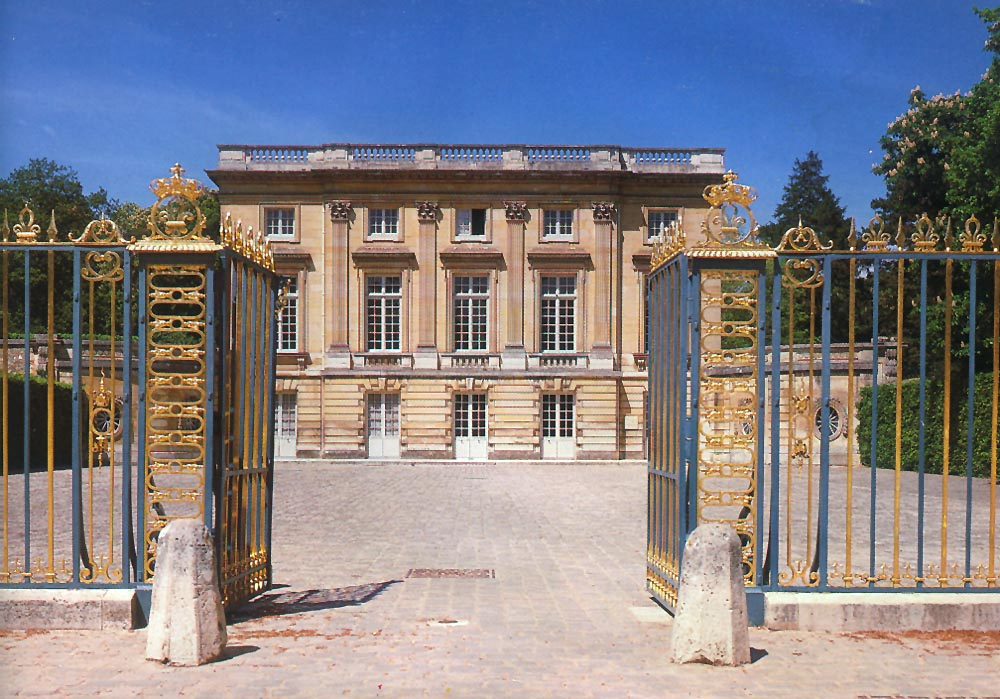
Le Petit Trianon
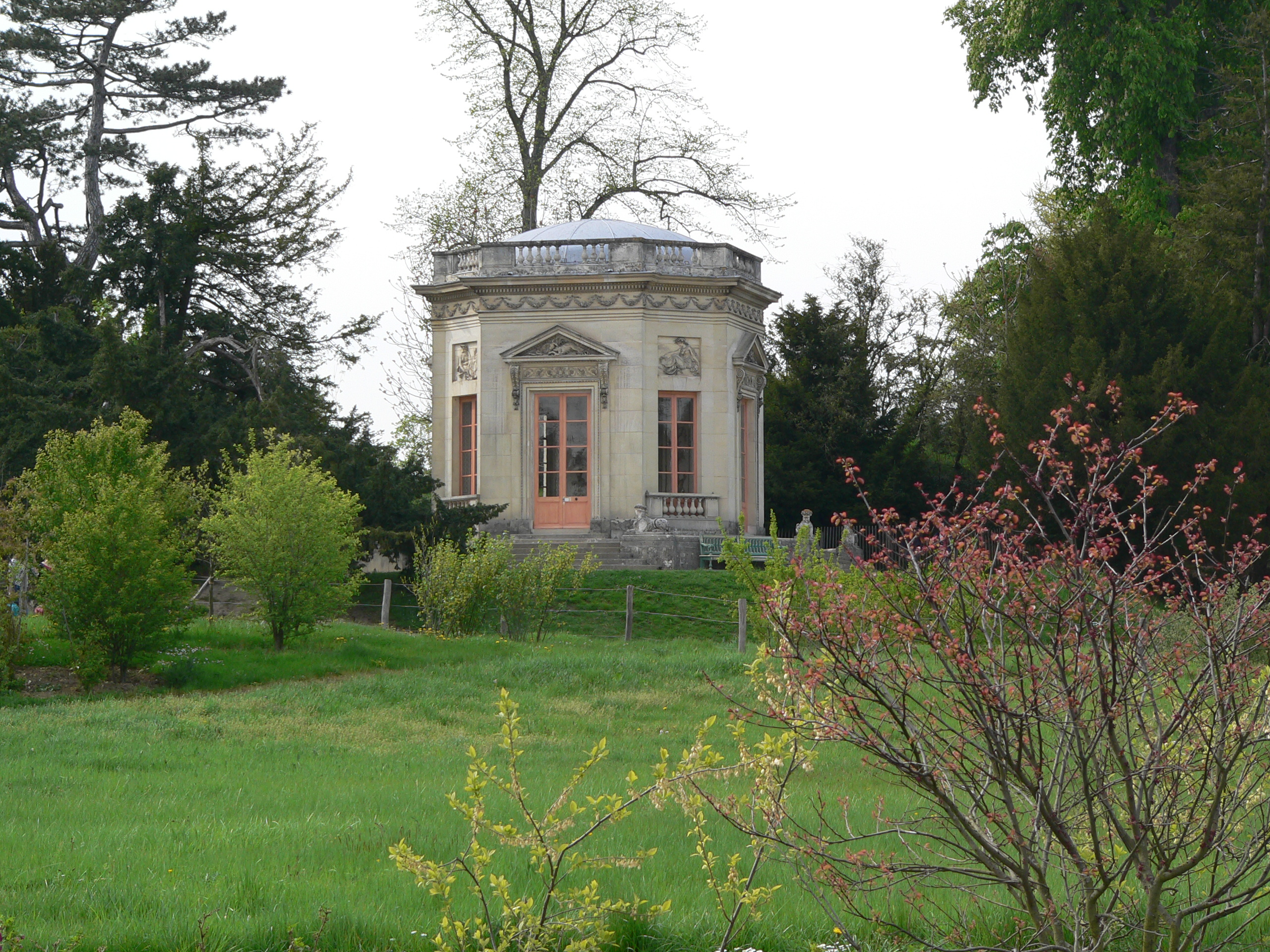
Belvedere
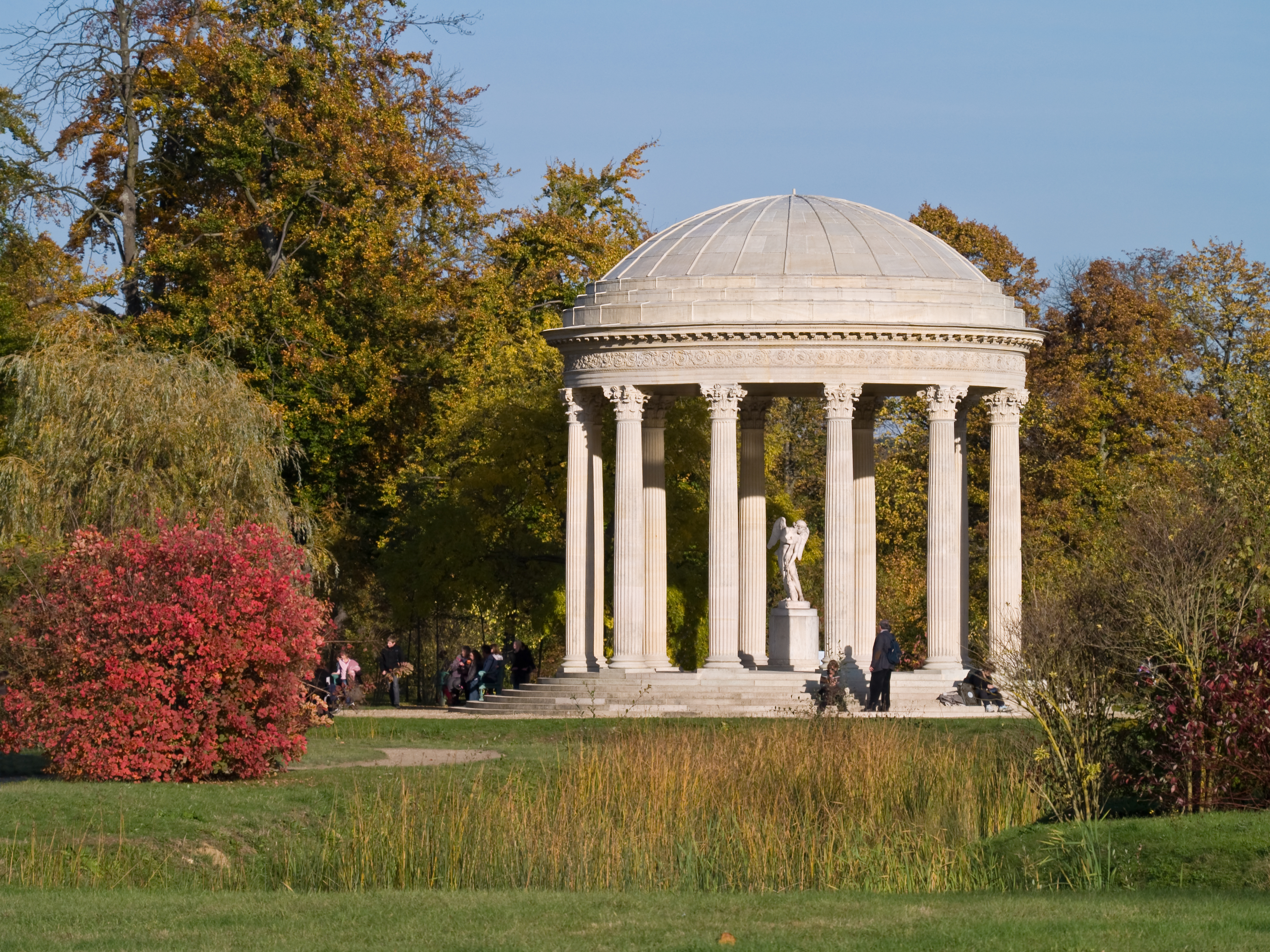
Tempietto dell'Amore
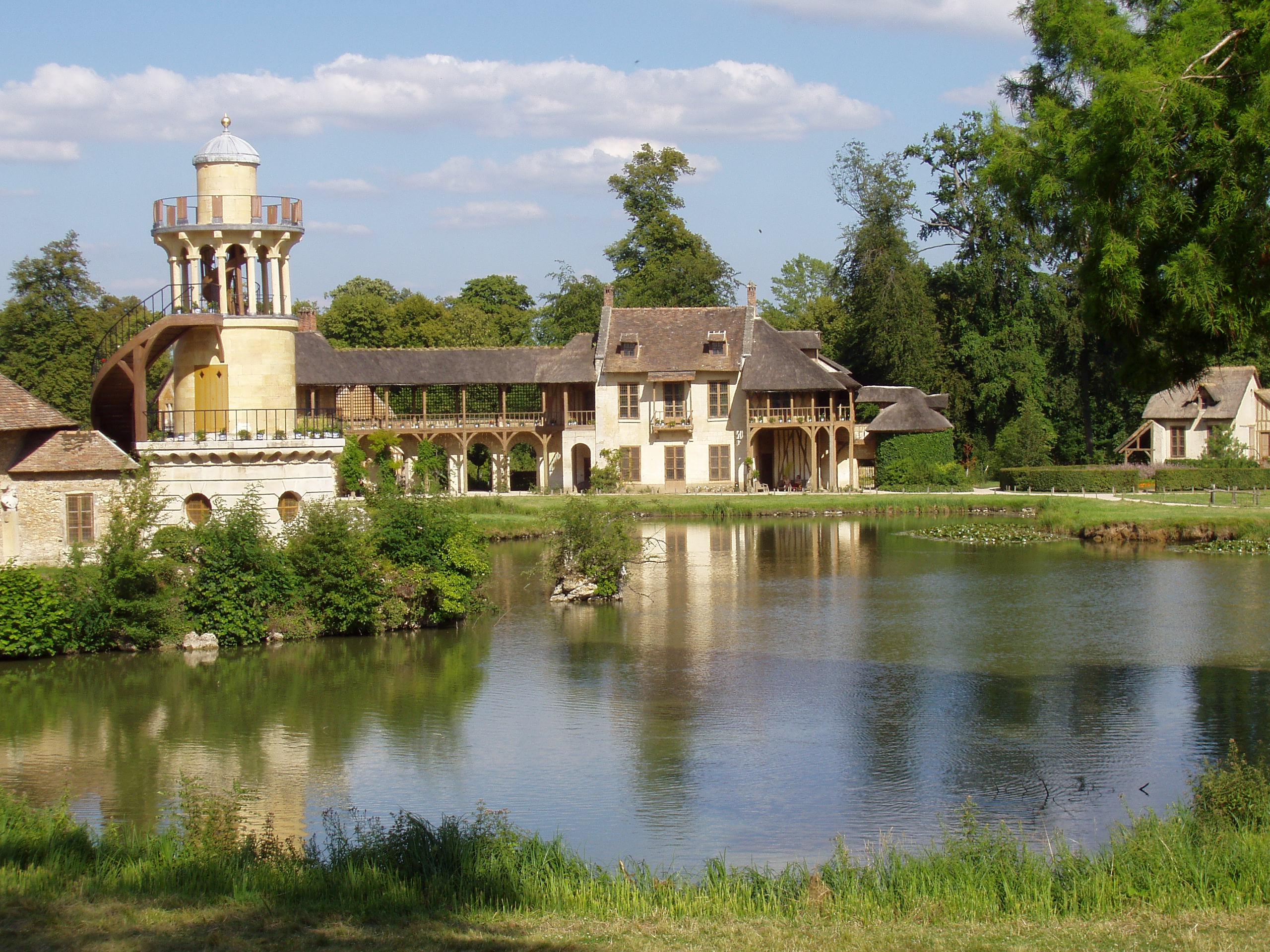
Hameau de la Reine